# Francisco Foreiro
Francisco Foreiro fue un sabio teólogo portugués. 
Nació en 1523 en Lisboa de una familia distinguida, entró de muy joven en la orden de los dominicos y adquirió un conocimiento profundo del latín, del griego y del hebreo. Terminó sus estudios en París. De vuelta a su patria en 1540, desempeñó con un gran éxito las funciones de profesor y de predicador y llegó a ser censor de libros y predicador de la corte. Cuando el Papa Pío IV volvió a abrir en 1561 el Concilio de Trento, el Rey de Portugal, Sebastián I, mandó a él a Foreiro como teólogo y su saber le valió la consideraron de los Padres. 
Sin razón, ha suscitado dudas Paolo Sarpi, en su historia del Concilio de Trento, sobre la ortodoxia de Foreiro por un discurso que pronunció en una congregación de teólogos sobre la Misa; esto es lo que demuestra Sforza Pallavicino y lo que resulta de que después del Concilio, Pío IV nombró a Foreiro miembro de una comisión ocupada en la redacción de un catecismo y de la corrección del breviario y del misal y secretario de la congregación encargada de la terminación del Index librorum prohibitorum, del que Foreiro hizo el prefacio.
En 1566 volvió a Portugal en donde fue elegido prior del convento de su orden en Lisboa y después provincial; en 1571 se retiró al monasterio de Almada en donde se consagró enteramente al estudio y murió en 1581.

## Obra
No todas las obras de Foreiro fueron impresas. Entre las más destacadas se encuentran:
- Isaiae prophetae vetus et nova ex hebraico versio, cum commentario, es muy alabado por Sixto de Siena y Ricardo Simón.
- Commentaria in omnes libros vprophetarum, ac Job, Datidis et Salomonis
- Lucubratinnes in Evangelia
- Lexicon hebraicum

Entre los discursos que pronunció ante los Padres del Concilio de Trento, el del primer domingo de Adviento de 1562, apareció al año siguiente en Brixen. La erudición y habilidad de Foreiro habían obtenido tal autoridad en Trento, que se le confió el cuidado de redactar el texto del Concilio.